# Boulevard de la Corderie
Le boulevard de la Corderie est une voie urbaine située dans le 7e arrondissement de Marseille.

## Situation et accès
Ce boulevard en ligne droite long de 467 mètres et large de 24 mètres est un axe majeur du centre-ville. Il démarre de la place de la Corderie où se croisent le boulevard Notre-Dame, la rue Fort-Notre-Dame et la rue Grignan. Elle traverse le quartier de Saint-Victor sur une petite montée et se termine au carrefour avec la rue d'Endoume, où elle est prolongée par l’avenue de la Corse jusqu’à la corniche du Président-John-Fitzgerald-Kennedy.
Le boulevard a été emprunté par de nombreuses lignes d’autobus et de trolleybus au fil des époques. D’ici 2029, la ligne 2 du tramway l’empruntera.

## Origine du nom
Le boulevard doit son nom aux nombreuses corderies qu’abritait le boulevard jusqu’au XIXe siècle.

## Historique
Le boulevard est classé dans la voirie des rues de Marseille le 4 décembre 1860.

## Bâtiments remarquables et lieux de mémoire
- Au numéro 37 se trouve la carrière antique de la Corderie.